# Gran Turismo 5
Gran Turismo 5 (яп. グランツーリスモ5, аббр. GT5) — видеоигра в жанре автосимулятора, разработанная командой Polyphony Digital под руководством Кадзунори Ямаути эксклюзивно для игровой консоли PlayStation 3. Gran Turismo 5 является пятой частью серии игр Gran Turismo. Вышла в свет 24 ноября 2010 года.

## Игровой процесс
В Gran Turismo 5 представлено более 1000 автомобилей из разных стран (Австралия, Бельгия, Франция, Германия, Италия, Япония, Нидерланды, Южная Корея, Испания, Швеция, Великобритания и США) и 26 локаций с 81 вариацией треков. Кроме того, впервые в игре появился редактор трасс.
Также на выставке E3 стало известно, что только 200 машин будут абсолютно новыми и будут иметь полноценную модель повреждения, работающий дальний и ближний свет, полностью смоделированные салон и днище и новый звук. Остальные 800 машин будут портированы из предыдущих частей с некоторыми улучшениями, на них будут отображаться только царапины и грязь, но в течение игры все повреждения будут учитываться.
Впервые с основания серии в игру включён онлайн-режим на 16 игроков, система повреждений авто, динамическая погода, которая может оказывать влияние на поведение машины, динамическая смена времени суток, а также заезды WRC, NASCAR и Super GT.

## Разработка игры
Игра была впервые показана на E3 в мае 2006 года под названием Vision Gran Turismo.
На пресс-конференции E3-2009 Sony показала трейлер Gran Turismo 5, в котором продемонстрировала NASCAR, WRC и первые кадры системы повреждений авто, но даты выхода игры названо не было. В интервью Eurogamer Кадзунори Ямаути сказал, что игра фактически готова и может выйти в любой момент.
4 ноября 2009 года сайт Autoweek.com задал вопрос Кадзунори Ямаути о стоимости игры. Ямаути ответил, что разработка игры обошлась в 60 млн долларов и что это довольно мало, учитывая размер и масштаб игры.
С 17 декабря 2009 года появилась возможность скачать в PSN (PlayStation Network) игру Gran Turismo 5 Time Trial Challenge. Демоверсия включает одну трассу (Indianapolis Speedway GP Circuit) и один режим (гонки на время). В демоверсии предлагается только одна машина — Nissan 370Z в тюнингованном и стоковом варианте.
В середине января 2009 года в интервью VentureBeat Кадзунори Ямаути заявил, что Gran Turismo 5 использует 80 % возможностей PS3.
В апреле 2010 года разработчики GT5 подтвердили, что игра будет поддерживать стереоскопическое 3D.

## Версии и выпуски
Состоялось несколько изданий игры для разных регионов и с различной комплектацией. В стандартное издание входит диск с игрой и руководство пользователя. В состав европейского коллекционного издания входит: диск с игрой, руководство пользователя, книга Apex, содержащая советы по прохождению, пять открыток, пять эксклюзивных автомобилей и тема для PlayStation 3, подготовленная разработчиками проекта. Более дорогое коллекционное издание — Signature Edition — включает в себя: диск с игрой, руководство пользователя, эксклюзивная брендированная модель автомобиля SLS AMG в масштабе 1:43, кожаный бумажник с карточкой, позволяющей участвовать в розыгрыше автомобиля SLS AMG, брендированный USB-брелок (с видеороликами из игры), эксклюзивная тема для PS3, подготовленная разработчиками проекта, пять эксклюзивных автомобилей, а также шесть машин из комплекта предварительного заказа, брелок для ключей, книга с иллюстрациями из игры и книга Apex, содержащая советы по прохождению.
18 августа 2010 года было анонсировано ещё одно издание — Racing Pack, предназначенное для распространения только в Японии. В состав издания, помимо самой игры, входила приставка PlayStation 3 голубого цвета. Стоимость комплекта составляет ¥35,980 ($421). 26 сентября 2012 года состоялся выпуск Gran Turismo 5: Academy Edition — специального издания, созданного при сотрудничестве специалистов GT Academy и Nissan. В него вошла игра со всеми дополнениями, а также специальный бонус — болид Nissan GTR. Стоимость этой версии в Европе составила 30 евро.

## Отзывы
| Сводный рейтинг | Сводный рейтинг |
| Агрегатор       | Оценка          |
| --------------- | --------------- |
| GameRankings    | 84,33 %         |